# Rock Your Body
Rock Your Body (Hýbej tvým tělem) je třetí singl Justina Timberlakea z debutového alba Justified.
Singl vyšel v roce 2003 a dostal se na páté místo Billboard Hot 100. Nejlepšího umístění se singl dočkal v Austrálii, kde byl dokonce na vrcholu tamější hitparády. Na Evropském kontinentu se také Rock Your Body stalo nejprodávanějším a nejhranějším singlem.
Píseň Rock Your Body zazpíval i o poločase Super Bowlu s Janet Jacksonovou, kde ji strhl část oděvu a odhalil její ňadro, což velmi Ameriku pobouřilo.

## Umístění ve světě
| Hitparáda         | Umístění |
| ----------------- | -------- |
| Evropa            | 25       |
| Austrálie         | 1        |
| Světová hitparáda | 2        |
| Velká Británie    | 2        |
| Nizozemsko        | 2        |
| Nový Zéland       | 4        |
| Irsko             | 4        |
| USA               | 5        |
| Belgie            | 6        |
| Finsko            | 8        |
| Francie           | 15       |
| Švédsko           | 15       |
| Norsko            | 17       |
| Itálie            | 21       |
| Německo           | 25       |
| Kanada            | 33       |
| Švýcarsko         | 34       |
| Rakousko          | 56       |

## Úryvek textu
Don't be so quick to walk away
Dance with me
I wanna rock your body
Please stay
Dance with me
You don't have to admit you wanna play
Dance with me
Just let me rock you
Till the break of day
Dance with me
Got time, but I don't mind